# Open Geospatial Consortium
Open Geospatial Consortium (OGC) је међународна организација за стандардизацију базирана на добровољности. У OGC-у, више од 370 комерцијалних, владиних, непрофитних и истраживачких организација широм свијета сарађују у процесу подстицања добровољног развоја и спровођења стандарда за геопросторни садржај и услуге, ГИС обрада података и дјељење података. 
Прије 2004, име организације било је Open GIS Consortium. 
Детаљна историја OGC је доступна Архивирано на веб-сајту  (2. јул 2016).

## Стандарди
Већина OGC стандарда је базирано на генерализованој архитектури обједињеној у документацији збирно названој Сажете Спецификације, које описују основни модел података за географске особине које се представљају. Велики број спецификација је базиран  на Сажетим спецификацијама, а такође и стандарда стандарда , који су били (или су) развијени да служе одређеној сврси за интероперабилне локације и геопросторне технологије, укључујући ГИС.  
 Тренутно постоји 28 стандарда у OGC стандардизацијама, укључујући:
- OGC референтни модел - комплетан Референтни модел.
- Обезбјеђује снимке мапа.
- За прибављање описа промјењивих одлика.
- Прибављају кавериџ објекте из одређеног региона.
- Процесирање на даљину.
- Приступ каталозома.
- SFS - Једноставне особине -
- XML формат за гео информације.
- XML-базирана језичка шема за представљање географских биљешки и пројекцију постојећих или веб-базираних, дводимензионалних мапа и тродимензионалних претраживача Земље.
- (тренутно у процесу стандардизације)

Ови су првобитно направљени на основу парадигме HTTP мрежног сервиса за интеракцију базирану на порукама у мрежно базираном систему. У задње вријеме, чланови су радили на дефинисању заједничког приступа SOAP протоколу и WSDL спојкама. Значајан посао је урађен при дефинисању Representational State Transfer веб сервисима..

## Структура организације
је подјељен у три оперативне јединице: Програм за спецификације, Програм за међуоперабилност и Програм за досег и прихватање у заједници.

## Сарадња
има тјесну сарадњу са ISO/TC 211 (Геоинформације/Геоматика). OGC сажете спецификације су прогресивно замјењене волумима из ISO 19100 серија које развија овај комитет. Даље, OGC стандарди Web Map Service, GML и Приступ Једноставних Спецификација (SFS) су ISO стандарди.
OGC ради са другим међународним стандардизационим установама укључујући W3C, OASIS, WfMC, и IETF.